# حق و ناحق
حق و ناحق فیلمی به کارگردانی عزیزاله رفیعی و نویسندگی غلامرضا گمرکی محصول سال ۱۳۵۷ است.

## بازیگران
- بهمن مفید
- منوچهر وثوق
- مستانه جزایری
- هنگامه
- پروین سلیمانی
- علی زاهدی
- رضا حاجیان
- محمد جیگری
- بانو اسفندیاری
- نسرین
- جلال موسوی